# Thalassoma purpureum
Thalassoma purpureum Forsskål, 1775 è un pesce d'acqua salata appartenente alla famiglia Labridae.

## Distribuzione e habitat
Proviene dalle barriere coralline dell'oceano Pacifico e dell'oceano Indiano, in particolare da Isola di Pasqua, Hawaii, Isola di Lord Howe, Sudafrica, Giappone e isole Marchesi. Nuota fino a 10 m di profondità.

## Descrizione
Presenta un corpo più tozzo di altri Thalassoma, con la mandibola pronunciata. La colorazione varia molto nel corso della vita del pesce: i giovani sono completamente marroni o grigiastri, con macchie più scure quasi disposte a scacchiera, mentre i maschi adulti sono verdi striati di rosso. Il ventre e le pinne possono tendere al blu. La pinna caudale presenta i raggi esterni decisamente più allungati di quelli interni.
Raggiunge i 46 cm per 1,2 kg di peso.
Gli esemplari giovanili somigliano molto ai giovani di Thalassoma trilobatum.